# Resolució 2129 del Consell de Seguretat de les Nacions Unides
La Resolució 2129 del Consell de Seguretat de les Nacions Unides fou adoptada per unanimitat el 17 de desembre de 2013. El Consell va ampliar la Direcció Executiva del Comitè contra el Terrorisme fins al 31 de desembre de 2017.
El Consell va decidir que la Direcció Executiva del Comitè contra el Terrorisme del Consell de Seguretat continuï essent una missió política especial fins al 31 de desembre de 2017. La Direcció havia de descobrir problemes emergents, tendències i desenvolupaments relacionats amb el terrorisme. En aquest context, se li va encarregar específicament fer alguna cosa sobre el vincle entre el terrorisme i les tecnologies de la comunicació, i Internet en particular. També havia de proporcionar assessorament a la comissió sobre formes pràctiques en què els països podrien aplicar les resolucions 1373 (2001) i 1624 (2005). La Direcció també assessorava als països i organitzacions regionals sobre les estratègies contra el terrorisme.